# Friedrich Boysen GmbH und Co.
Friedrich Boysen GmbH und Co. KG er en tysk underleverandør til bilindustrien med hovedkvarter i Altensteig, Baden-Württemberg. De udvikler og producerer komponenter og systemer til udstødningsteknologi til motorkøretøjer. De har på verdensplan 27 afdelinger. I 2022 havde de  5.200 ansatte og en omsætning på 3,31 mia. euro.